# Marcelo Córdoba
Marcelo Córdoba  (Buenos Aires, 1973. november 21. –) argentin színész.

## Élete
Marcelo Córdoba 1973. november 23-án született Argentínában. 2005-ben a Televisánál az Alborada című sorozatban megkapta Marcos szerepét. 2009-ben a Kettős játszma című telenovellában megkapta Roberto Castelar szerepét. 2010-ben a A szerelem tengere című telenovellában tűnt fel.

## Filmográfia

### Telenovellák
- Enamorandome de Ramón (2017) - Julio
- Mujeres de negro (2016) - Eddy Quijano
- Simplemente María (2015)- Rodrigo
- A Macska (La gata) (2014) - Javier Peñuela
- La malquerida (2014) - Alonso Rivas Benavente
- De que te quiero, te quiero (2013-2014) - Eleazár Medina Suárez
- Rabok és szeretők (Amores verdaderos) (2013) - Vicente Celorio
- Por ella soy Eva (2012) - Plutarco Ramos Arrieta
- A végzet hatalma (La fuerza del destino) (2011) - Antolín Galván
- Llena de amor (2010) - José María Sevilla (fiatal)
- A szerelem tengere (Mar de amor) (2010) - Hernán Irazábal
- Kettős játszma (Sortilegio) (2009) - Roberto Castelar
- Juro que te amo (2008-2009) - Maximiliano Cuéllar
- Pasión (2007-2008) - Ascanio González
- Amar sin límites (2006-2007) - Andrés Galván
- Heridas de amor (2006) - Daniel Bustamante
- Alborada (2005-2006) - Marcos

### Programok
- Mujer, casos de la vida real (2007)
- La Rosa de Guadalupe (2008)
- Tiempo Final (Fox) (2009)
- Mujeres asesinas (2010)
- El gordo y la flaca (2012)